# Arie de Jong (politicus)
Arie de Jong (Boskoop, 25 mei 1953) is een Nederlandse oud-politicus voor de PvdA, ambtenaar en bestuurder.

## Ambtelijke loopbaan
De Jong studeerde af als civiel ingenieur in Delft (1977) en ging toen werken als adjunct-secretaris van de Commissie Zeehavenoverleg, later de (Voorlopige) Nationale Havenraad (1977 - 1982). Daarna trad hij in dienst van het ministerie van Volkshuisvesting, Ruimtelijke Ordening en Milieubeheer, bij de Directie Onderzoek van het Directoraat-Generaal van de Volkshuisvesting. Eerst was hij daar hoofd van de afdeling Coördinatie Onderzoek (1982 - 1985), daarna projectleider voor de ontwikkeling van de onderzoek- en informatiefunctie bij de gedeconcentreerde directies van het Directoraat-Generaal (1985 - 1988). Vervolgens werd hij hoofd van de hoofdafdeling Bewoners- en Woonruimtezaken (1988 - 1990), voordat hij lid werd van de Tweede Kamer. Tevens was hij lid van het projectteam dat de Nota Volkshuisvesting in de jaren negentig schreef, een belangrijke structuurwijziging voor de volkshuisvesting onder de verantwoordelijkheid van staatssecretaris Enneus Heerma.
In de periode augustus 1994 tot september 1997 was De Jong directeur Sociale en Maatschappelijke Ontwikkeling van het Kabinet voor Nederlands-Antilliaanse en Arubaanse Zaken. Door opvolging kwam hij vervolgens weer voor een periode van driekwart jaar in de Tweede Kamer.
Vanaf mei 1998 trad hij op als adviseur van de secretaris-generaal van Binnenlandse Zaken en Koninkrijksaangelegenheden (1998 - 2000), onderbroken voor de korte periode dat hij gedeputeerde was van de provincie Zuid-Holland (1999) en daarna trad hij in dienst van de Provincie Utrecht (2001 - 2009). Eerst was hij programmamanager van Agenda 2010, daarna hoofd van de staf en vervolgens is hij complexe projecten gaan leiden. Van 2009 tot 2016 was hij in dienst van P&O Professionals (later: POSG).
Sinds 2015 is hij research fellow bij de Wiardi Beckman Stichting. Vanuit die rol maakte hij een boek over de ruimte om in een politiek-bestuurlijke functie beleid te maken vanuit die politieke achtergrond. In dat boek staan 24 interviews met oud-bewindspersonen namens de PvdA, afgesloten met een beschouwing over het functioneren van de Nederlandse politiek en de zorgpunten daarin. (Wat het uitmaakt, verschenen bij Boom-bestuurskunde, Den Haag, 2020)

## Politieke werkzaamheden
De Jong was lid van de Tweede Kamer in de periode juli 1990 tot mei 1994 en van september 1997 tot mei 1998. Hij had daarbij woordvoerderschappen op de beleidsterreinen volkshuisvesting, verkeer en waterstaat en financiën. Tevens trad hij op als eerste rapporteur voor het onderzoek van de rijksuitgaven. 
Hij was verder lid van Provinciale Staten van Zuid-Holland in de periodes september 1982 tot september 1990 en van mei 1995 tot april 2002, waarbij hij lid was van het college van Gedeputeerde Staten van februari 1999 tot augustus 1999. Die functie legde hij neer in verband met de Ceteco-affaire. Plotseling bleek dat de Provincie Zuid-Holland voor grote bedragen leningen sloot en het geld ook weer uitleende met het oogmerk daaraan geld te verdienen. Deze activiteit was gestart onder zijn voorganger (George Brouwer) en, naar later bleek, uit de hand gelopen. Weliswaar was De Jong zelf niet op de hoogte van de activiteit, maar hij nam ontslag, omdat hij vond in een onhoudbare positie te zijn beland. Nadat het schandaal diepgaand was uitgezocht door een commissie onder leiding van oud-minister Van Dijk, stapten ook de commissaris van de Koningin, Joan Leemhuis, twee gedeputeerden, Jaap Wolf en Jan Heijkoop, en de hoogste ambtenaar, Jan Korff, op. Tevens werd de treasurer op staande voet ontslagen en later veroordeeld door de rechter, en werd het hoofd Financiën vervroegd met pensioen gestuurd. De affaire had gevolgen voor de financiële activiteiten van provincies, gemeenten en andere instanties. 
Arie de Jong werd in zijn functie van gedeputeerde Financiën opgevolgd door Lennie Huizer.

## Bestuurlijke functies
Naast zijn politieke en ambtelijke functies heeft De Jong een diverse nevenfuncties bekleed. Deels in de PvdA en het wetenschappelijk bureau van de PvdA (WBS), deels bij andere organisaties. Zo was hij voorzitter van de woningbouwcorporatie Zijl en Vliet (1999 - 2003) en daarna voorzitter van de Raad van Commissarissen van de gefuseerde woningcorporatie De Sleutels van Zijl en Vliet (2003 - 2005) en buitenuniversitair lid van de Universiteitsraad van de Universiteit Leiden (1991 - 1995).  In die laatste functie leidde hij de onderzoekscommissie naar frauduleuze bouwactiviteiten, die direct leidde tot het aftreden van de voorzitter van het College van Bestuur en indirect leidde tot het ingrijpend veranderen van de wettelijk voorgeschreven bestuursstructuur van de Nederlandse universiteiten. 
In de PvdA was hij van 2007 tot 2013 voorzitter van het gewest Zuid-Holland en voorzitter van de reglementencommissie van de partij tussen 2002 en 2014.
Tevens was hij van 1989 tot en met 2011 bestuurlijk betrokken bij het Leids Academisch Kunstcentrum (eerst als voorzitter van de Raad van Advies en daarna als voorzitter van de Stichting LAKtheater).
Vanaf 2004 tot begin 2018 was hij voorzitter van de Stichting Wandelnet (voorheen de Stichting Wandelplatform - LAW).
Vanaf 2008 tot 2016 was hij lid, en vanaf 2013 voorzitter van de Raad van Commissarissen van Woningcorporatie "Antonius van Padua" te Noordwijkerhout.
Voorts was hij penningmeester (2012 tot 2018) en daarna secretaris (vanaf 2018 tot 2023) van de Vereniging van Oud Parlementariers.
Actuele nevenfuncties:
- Secretaris van de werkgroep Partijpolitieke Processen van de Wiardi Beckman Stichting (vanaf 1977)
- Lid van de redactie van Lopend Vuur, het tijdschrift van de Vereniging Te Voet (vanaf 2022)
- Voorzitter van de commissie "niet-beschermd erfgoed" van de Historische Vereniging Oud Leiden (vanaf 2011)
- Lid van de Beroepscommissie van de PvdA (vanaf 2015), voorzitter sinds 2020
- Voorzitter van het Genootschap De Leunstoel dat het digitale tijdschrift De Leunstoel maakt en uitgeeft (vanaf 2023)

- Parlement.com: vg09llqgy5zt